# Sněžná (Kraslice)
Sněžná (deutsch Schönau) ist ein Ortsteil der Stadt Kraslice in Tschechien. 

## Geographische Lage
Die Streusiedlung befindet sich auf einem Bergplateau in 660 bis 700 m n.m.

## Geschichte
Viele Orte des Schönbacher Ländchens sind vom Kloster Waldsassen aus gegründet worden, die 1348 Rüdiger von Sparneck erwarb.
Schönau war mit seiner Jakobikirche neben Maria Kulm der wichtigste Wallfahrtsort des Egerlandes. Der Ortsname ist abgeleitet von seiner Lage „auf der schönen Au“.
Nach dem Münchner Abkommen wurde der Ort dem Deutschen Reich zugeschlagen und gehörte bis 1945 zum Landkreis Graslitz.
Bis 1976 war Sněžná  eine eigene Gemeinde, wurde dann aber in die Stadt Kraslice eingemeindet.

### Einwohnerentwicklung
| Jahr | Einwohnerzahl |
| ---- | ------------- |
| 1869 | 492           |
| 1880 | 521           |
| 1890 | 571           |
| 1900 | 532           |
| 1910 | 589           |

| Jahr | Einwohnerzahl |
| ---- | ------------- |
| 1921 | 583           |
| 1930 | 575           |
| 1950 | 143           |
| 1961 | 120           |
| 1970 | 38            |

| Jahr | Einwohnerzahl |
| ---- | ------------- |
| 1980 | 12            |
| 1991 | 11            |
| 2001 | 14            |
| 2011 | 32            |

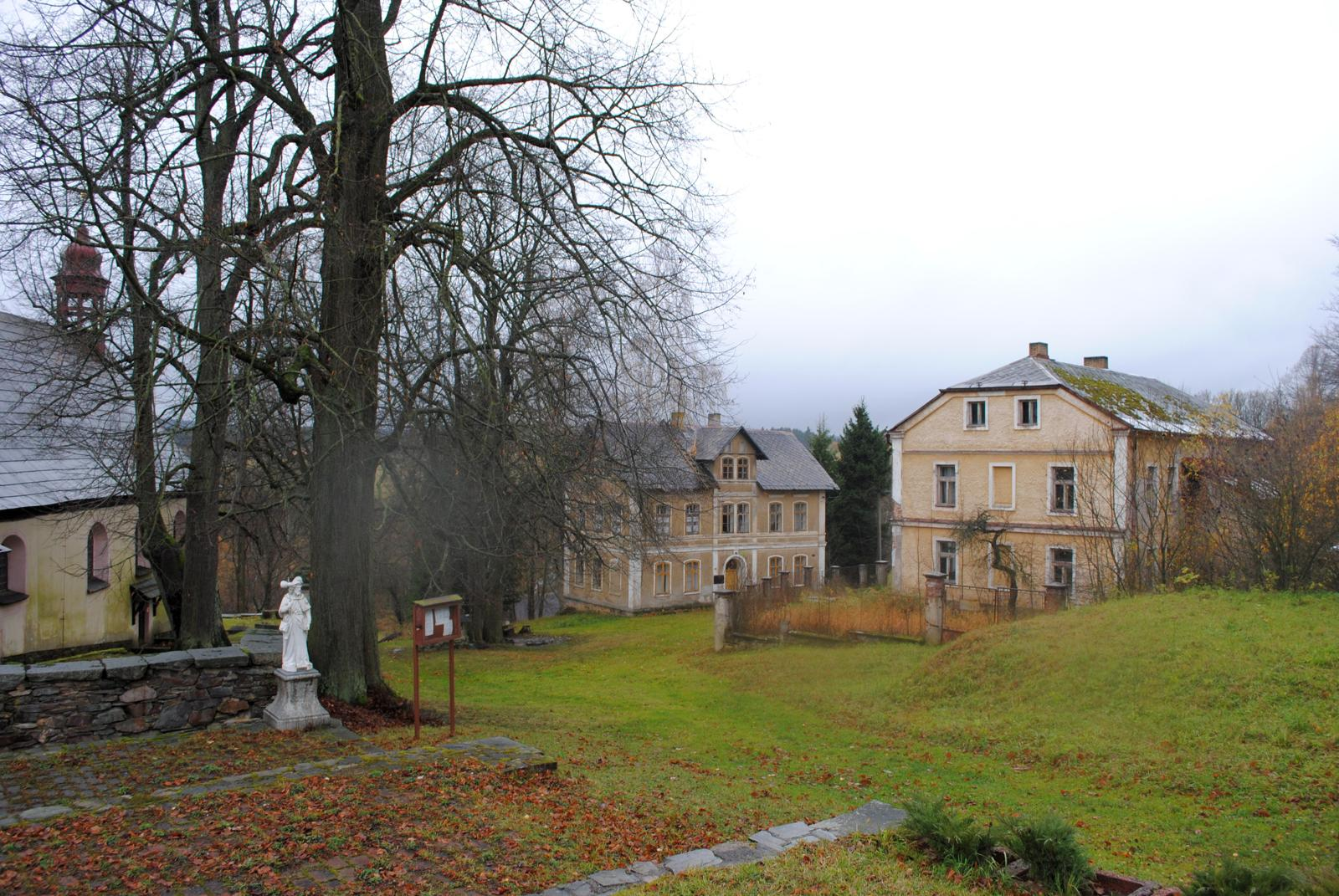
Wallfahrtskirche St. Jakob am linken Bildrand, Wohnhaus in der Mitte, frühere Schule rechts
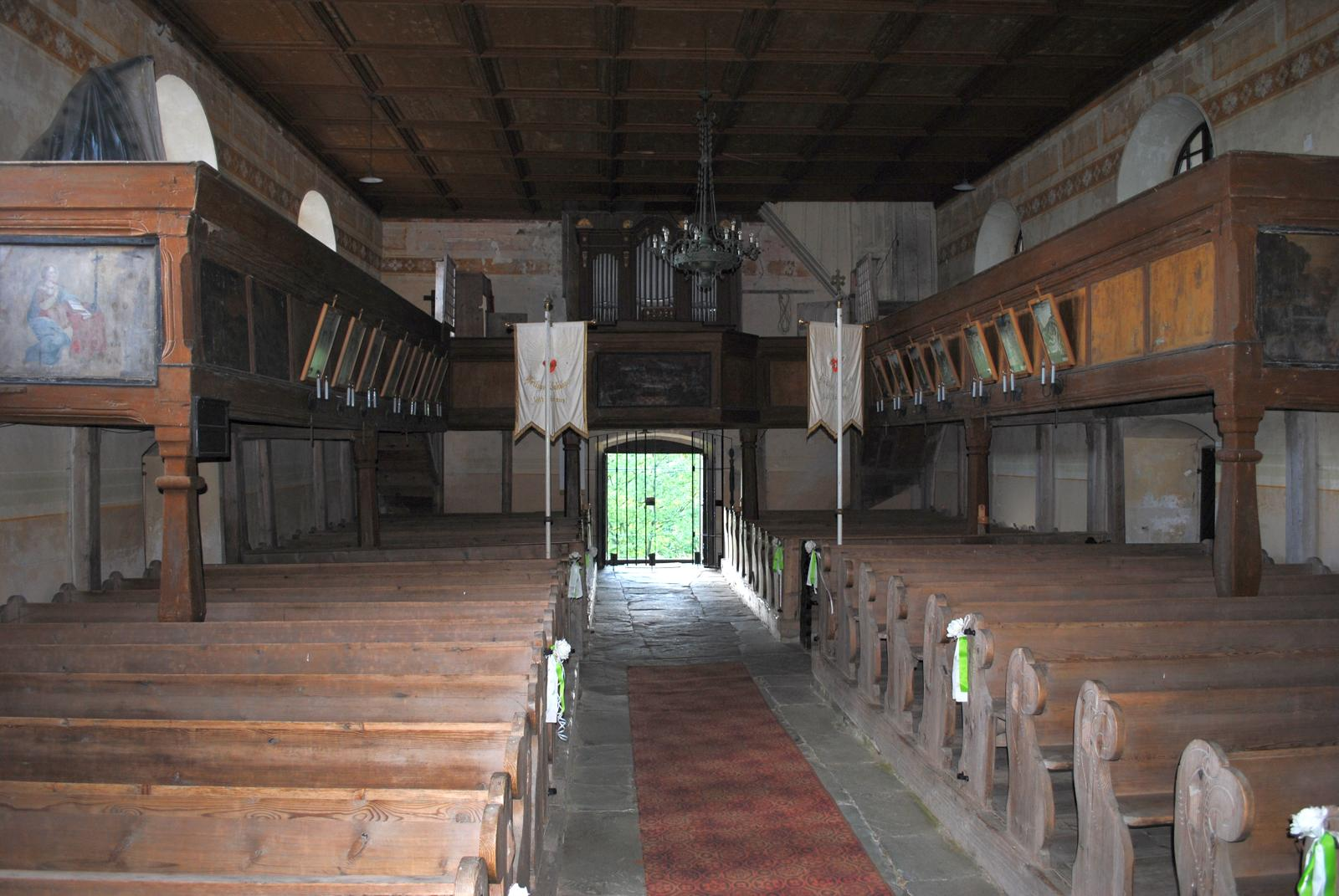
Blick zum Eingang/Ausgang
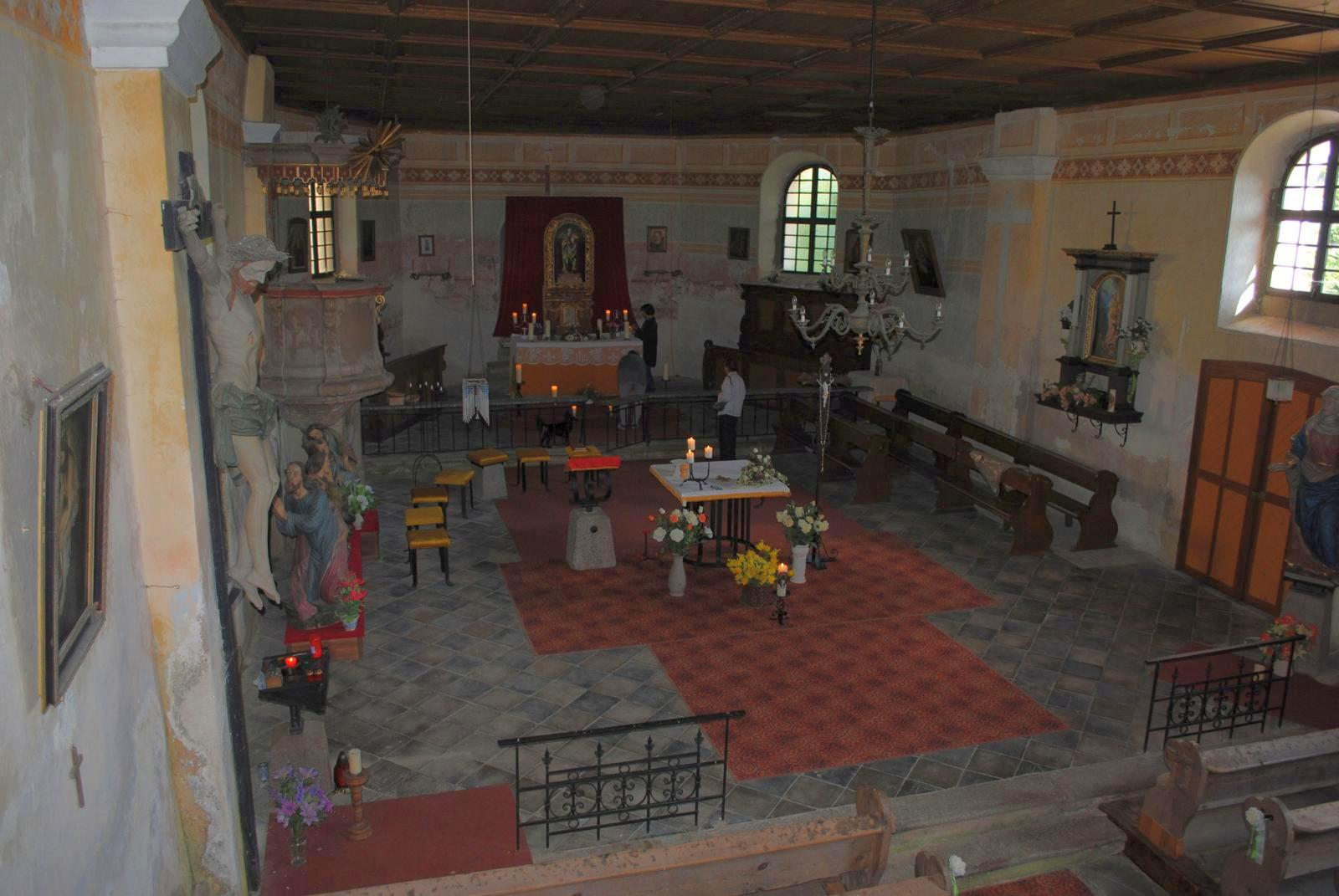
Blick zum Altar von der Empore
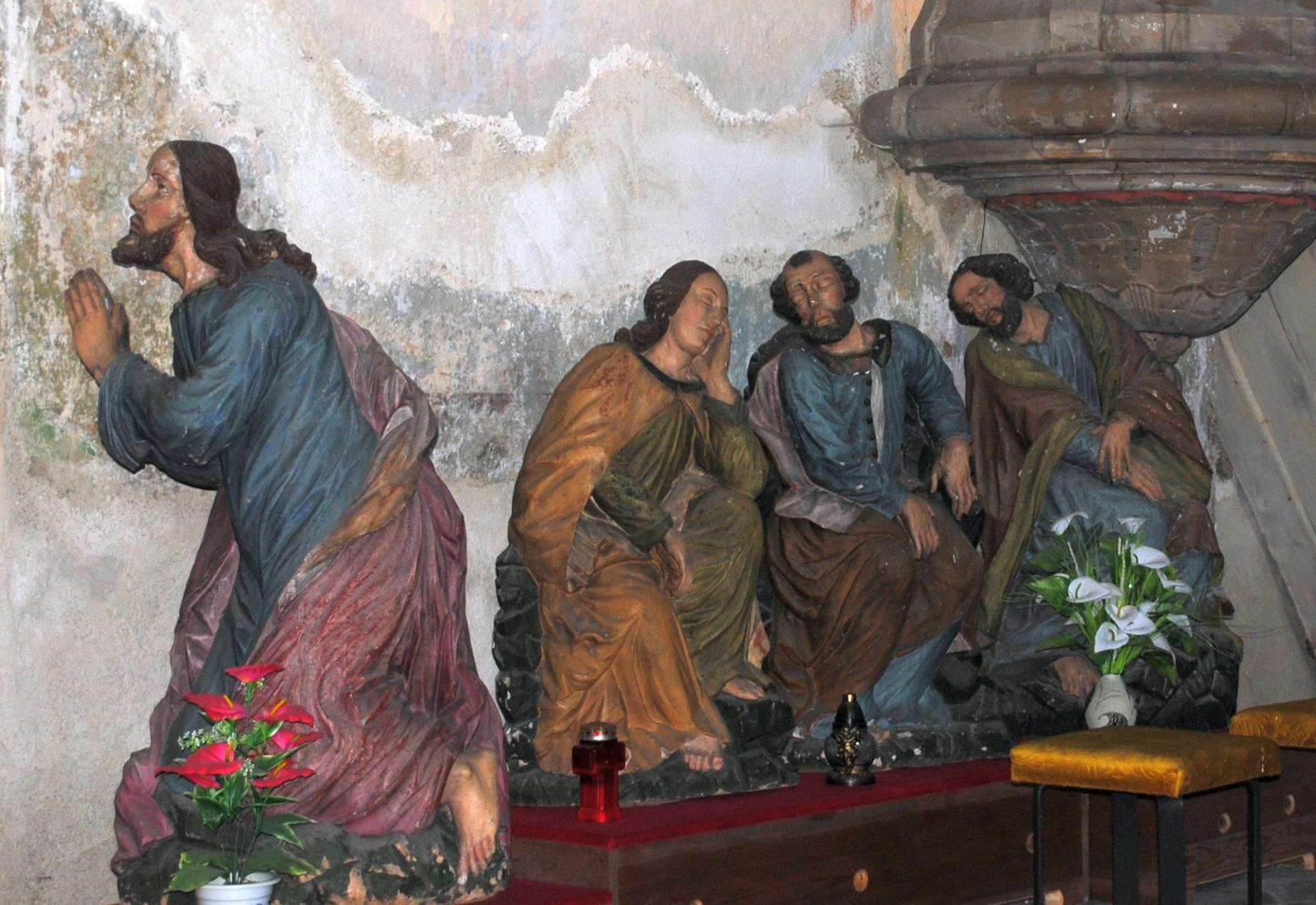
Figurengruppe